# ديك فانس
ديك فانس (بالإنجليزية: Dick Vance)‏ هو بواق أمريكي، ولد في 28 نوفمبر 1915 في مايفيلد في الولايات المتحدة، وتوفي في 31 يوليو 1985 في نيويورك في الولايات المتحدة.

## وصلات خارجية
- ديك فانس على موقع IMDb (الإنجليزية)
- ديك فانس على موقع ميوزك برينز (الإنجليزية)
- ديك فانس على موقع أول ميوزيك (الإنجليزية)
- ديك فانس على موقع ديسكوغز (الإنجليزية)